# التزاوج (علم الوراثة)
التزاوج ، هو عبارة عن مجموعة من «الزراعة» و " المستحضرات أو الأدوية الصيدلانية "، حيث يشير إلى استخدام الهندسة الوراثية ليتم إدخال الجينات التي ترمز للمستحضرات أو الأدوية الصيدلانية المفيدة التي تكون في الحيوانات أو النباتات المضيفة التي قد لا تعبر عن هذه الجينات من ناحية أخرى، وبالتالي إنشاء كائن حي معدل وراثيًا (GMO). كما يُعرف التزاوج أيضًا باسم الزراعة الجزيئية، أو التخصيص الجزيئي  أو الصيدلة الحيوية.
منتجات التزاوج عبارة عن بروتينات مؤتلفة أو منتجاتها الأيضية. يتم إنتاج هذه البروتينات المؤتلفة بشكل شائع عن طريق استخدام البكتيريا أو الخميرة في مفاعل حيوي، ولكن يوفر التزاوج ميزة للمنتِج أنه لا يتطلب بنية تحتية باهظة الثمن، ويمكن زيادة القدرة الإنتاجية بسرعة لتلبية الطلب، وبتكلفة منخفضة إلى حد كبير.

## تاريخ
كان أول مؤتلف عبارة عن البروتين المشتق من النباتات (PDP) البشري ألبومين المصل، في البداية تم إنتاجه في عام 1990 في نباتات التبغ والبطاطا المعدلة وراثيا. بدأت تجارب الزراعة الميدانية المفتوحة لهذه المحاصيل في الولايات المتحدة في عام 1992 وتجري كل عام منذ ذلك الحين. بينما وافقت وزارة الزراعة الأمريكية على زراعة محاصيل الأدوية في كل ولاية، وقد أجريت معظم الاختبارات في هاواي ونبراسكا وأيوا وويسكونسن.
كانت تتميز صناعة التزاوج بأنها قوية في أوائل العقد الأول من القرن الحادي والعشرين. تم إثبات المفهوم من أجل إنتاج العديد من البروتينات العلاجية، والتي تشمل الأجسام المضادة ومنتجات الدم والسيتوكينات وعوامل النمو والهرمونات والإنزيمات المؤتلفة واللقاحات البشرية والبيطرية. وبحلول عام 2003، كانت العديد من منتجات PDP من أجل علاج الأمراض البشرية قيد التطوير من قبل عدد من الشركات المختصة في مجال التكنولوجيا الحيوية والتي تقارب 200 شركة، ومن بينها الليباز المعدي المؤتلف من أجل علاج التليف الكيسي، والأجسام المضادة من أجل الوقاية من تسوس الأسنان وكذلك علاج ليمفوما اللاهودجكين.
بينما كانت شركة ProdiGene تكثف من إنتاج التربسين للإطلاق التجاري  في أواخر عام 2002، حيث تم اكتشاف أن النباتات المتطوعة (المتبقية من الحصاد السابق) لأحد منتجات الذرة المعدلة وراثيًا تم حصادها باستخدام محصول فول الصويا التقليدي التي زرعت لاحقًا في هذا الحقل. حيث تم تغريم شركة ProdiGene بمبلغ قدره 250 ألف دولار وكذلك طالبته وزارة الزراعة الأمريكية بدفع مبلغ قدره أكثر من 3 ملايين دولار من أجل تكاليف التنظيف. حيث أثار هذا ضجة وأعاد مجال التساقط مرة أخرى إلى الوراء وبشكل كبير.  وقد أفلست العديد من الشركات بحيث واجهت هذه الشركات صعوبات في الحصول على تصاريح من أجل إجراء تجارب ميدانية وهروب المستثمرون. وكرد فعل على ذلك، حيث في عام 2003 أدخلت هيئة APHIS لوائح أكثر صرامة لصيدلة التجارب الميدانية في الولايات المتحدة. في عام 2005، هددت الشركة الأمريكية Anheuser-Busch بمقاطعة الأرز المزروع في ميسوري بسبب خطط Ventria Bioscience لزراعة الأرز في الولاية. وقد تم التوصل إلى حل وسط، ولكن فينتريا سحبت تصريحها للزراعة في ميسوري بسبب ظروف غير ذات صلة.
تعافت الصناعة ببطء، من خلال التركيز على زراعة النباتات البسيطة المزروعة في المفاعلات الحيوية وعلى زراعة المحاصيل المعدلة وراثياً في البيوت البلاستيكية. وكذلك واصلت [13] بعض الشركات والمجموعات الأكاديمية إجراء تجارب ميدانية مفتوحة على المحاصيل المعدلة وراثياً التي تعمل على إنتاج الأدوية. وفي عام 2006، حصلت شركة Dow AgroSciences على موافقة وزارة الزراعة الأمريكية لتسويق لقاح للدواجن ضد مرض نيوكاسل، حيث تم إنتاجه في زراعة الخلايا النباتية، وهو أول لقاح تم إنتاجه من النبات وتمت الموافقة عليه في الولايات المتحدة.[14][15]

## في الثدييات

### التطور التاريخي
يعتبر الحليب في الوقت الحالي النظام الأكثر نضجًا أو مدروساً من أجل إنتاج البروتينات المؤتلفة من الكائنات الحية المعدلة وراثيًا. كما توجد أيضاً أنظمة أخرى ممكنة من الناحية النظرية مثل الدم، بياض البيض، البلازما المنوية، والبول، ولكن جميعها لها عيوب. فمن عيوب الدم، على سبيل المثال، أنه لا يمكنه تخزين مستويات عالية من البروتينات المؤتلفة المستقرة منذ عام 2012، وقد تؤدي البروتينات النشطة بيولوجيًا في الدم إلى تغيير صحة الحيوانات. يعد التعبير عن حليب الثدييات استخداماً شائعاً، مثل حليب البقرة أو الأغنام أو الماعز، وذلك لأن إنتاج الحليب وفير والتنقية من الحليب سهلة نسبيًا. وكذلك تم استخدام الهامستر والأرانب في الدراسات الأولية بسبب تكاثرها بشكل أسرع.
ومن إحدى طرق هذه التقنية تتمثل في إنشاء أو إنتاج حيوان من الثديات معدّل وراثيًا يعمل هذا الحيوان على إنتاج المستحضرات الصيدلانية الحيوية في حليبها (أو الدم أو البول). وباستخدام طريقة الحقن المجهري النووي يتم إنتاج حيوان، وبمجرد إنتاجه، يصبح من الفعال استخدام تقنية الاستنساخ من أجل إنشاء ذرية إضافية تحمل الجينوم المعدل المناسب. في شهر فبرايرمن عام 2009، حيث تم منح الموافقة التسويقية من قِبل إدارة الغذاء والدواء الأمريكية لأول دواء يتم إنتاجه في المواشي المعدلة وراثيًا  يُطلق على العقارأو الدواء اسم ATryn ، وهوعبارة عن بروتين منقى من حليب الماعزالمعدل وراثياً ومضاد للثرومبين وكذلك تم منح إذن التسويق من قبل وكالة الأدوية الأوروبية (وكالة تابعة للاتحاد الأروبي) في شهر أغسطس من عام 2006.